# 北海道新幹線
北海道新幹線（日语：／ Hokkaidō Shinkansen */?）是位於日本北海道與本州北部之間的新幹線路線，為5條整備新幹線之一，於2016年3月26日開始營運。經營單位為北海道旅客鐵道（JR北海道）。現行通車路段為新青森站（青森縣青森市）行經青函隧道至新函館北斗站（北海道北斗市），新函館北斗站至札幌站（北海道札幌市）尚在興建中，預定2038年完工啟用。因多數列車班次與東日本旅客鐵道（JR東日本）管轄的東北新幹線接續並互相直通運行，故時常被合稱「東北·北海道新幹線」。
北海道新幹線將隔海相望的北海道與東北地方串連起來，並與東北新幹線直通運行，除了使北海道的聯外交通更加便捷，也讓四國以外的日本本土3島，都可透過新幹線相互連通（但無法與東海道新幹線、山陽新幹線、九州新幹線直通運行，需在東京站轉乘，九州新幹線則需在新大阪站或博多站轉乘）。

## 歷史

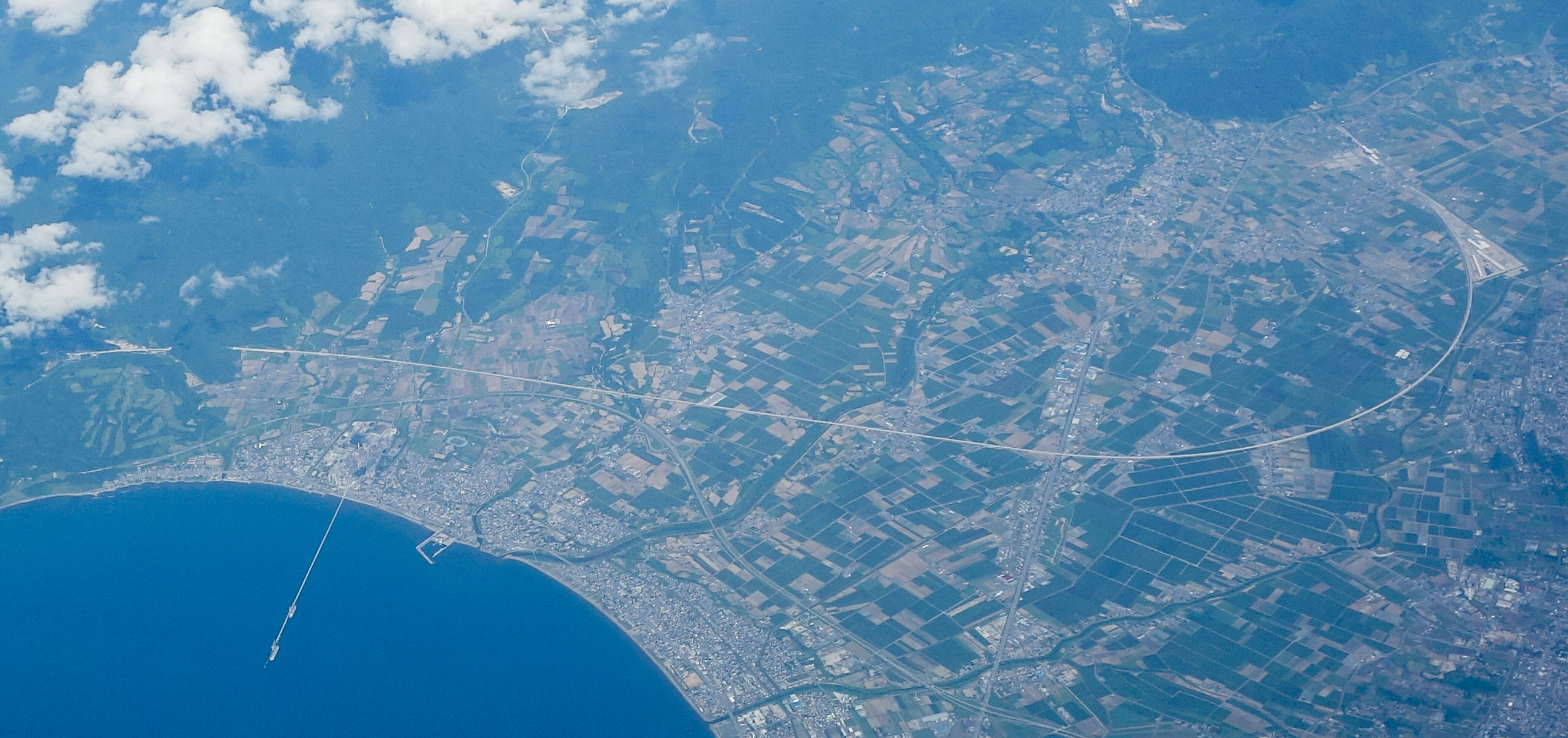
北海道新幹線
（2014年7月，北斗市・七飯町付近）

日本政府在1972年決定開始規劃從青森到札幌的北海道新幹線，於1973年正式列入整備新幹線，同時增加了札幌市到旭川市路段及北海道南回新干线的計畫。
2005年5月，青森至函館的路段開始動工，2014年4月16日，JR北海道發表了將使用在北海道新幹線上的新款車型「H5系」。以東北新幹線的E5系電聯車為基礎，但在車身顏色中加上薰衣草紫（又名「彩香紫」（さいかパープル））的北海道特色。同年6月11日，JR北海道公佈了首階段通車的各車站最終命名，將「奧津輕」正式更名為「奧津輕今別」，而長久以來在函館市和北斗市之間因命名而爭論不休多年的「新函館」，亦以折衷的「新函館北斗」定名。2016年3月26日青森至函館的路段通車，並與東日本旅客鐵道（JR東日本）的東北新幹線直通運行，使北海道新幹線的列車最遠可直通至東京。
在新中小國號誌站－木古內站區間，通過青函隧道的路段，由於與在來線海峽線並行，使用三線軌條。最初北海道新幹線在青函隧道限速140公里/小時，之後提升至160公里/小時，2020年年末以來，在特定連休期間透過貨物列車較少的機會，在每日始發到15：30以前，以「時間帶區分」排除貨物列車運行，使新幹線列車可以210公里/小時運營。
函館至札幌間的路段則是在2012年8月開工，但長211公里的此路段有76%是隧道，極高的工程難度導致預估建設費用高達1兆6,700億日圓，為了確保建設費用的來源無虞而將預算分攤期延長至24年，導致預定通車時間大幅延後至2035年，而當地民眾也正積極請願希望能將通車目標期提早。經過北海道廳向日本中央政府爭取預算，以至少提早5年通車為計畫目標，最終把通車日期定於2031年初。2025年3月14日，國土交通省的專家小組向國土交通大臣提交關於北海報新幹線延伸至札幌的報告，並在會議上表示因穿越北斗市和新雪谷町的隧道建設工程遭遇阻礙，因此將開通日期延後，並暫定在2038年末完工。
2020年2月12日深夜，ALFA-X首次行駛北海道新幹線區間，終點延長至新函館北斗站，主要是2038年延伸至札幌段之各種試驗，包括嚴寒試驗等。

## 路線資料
- 營業主體：北海道旅客鐵道（JR北海道）
- 建設主體：鐵道建設、運輸施設整備支援機構

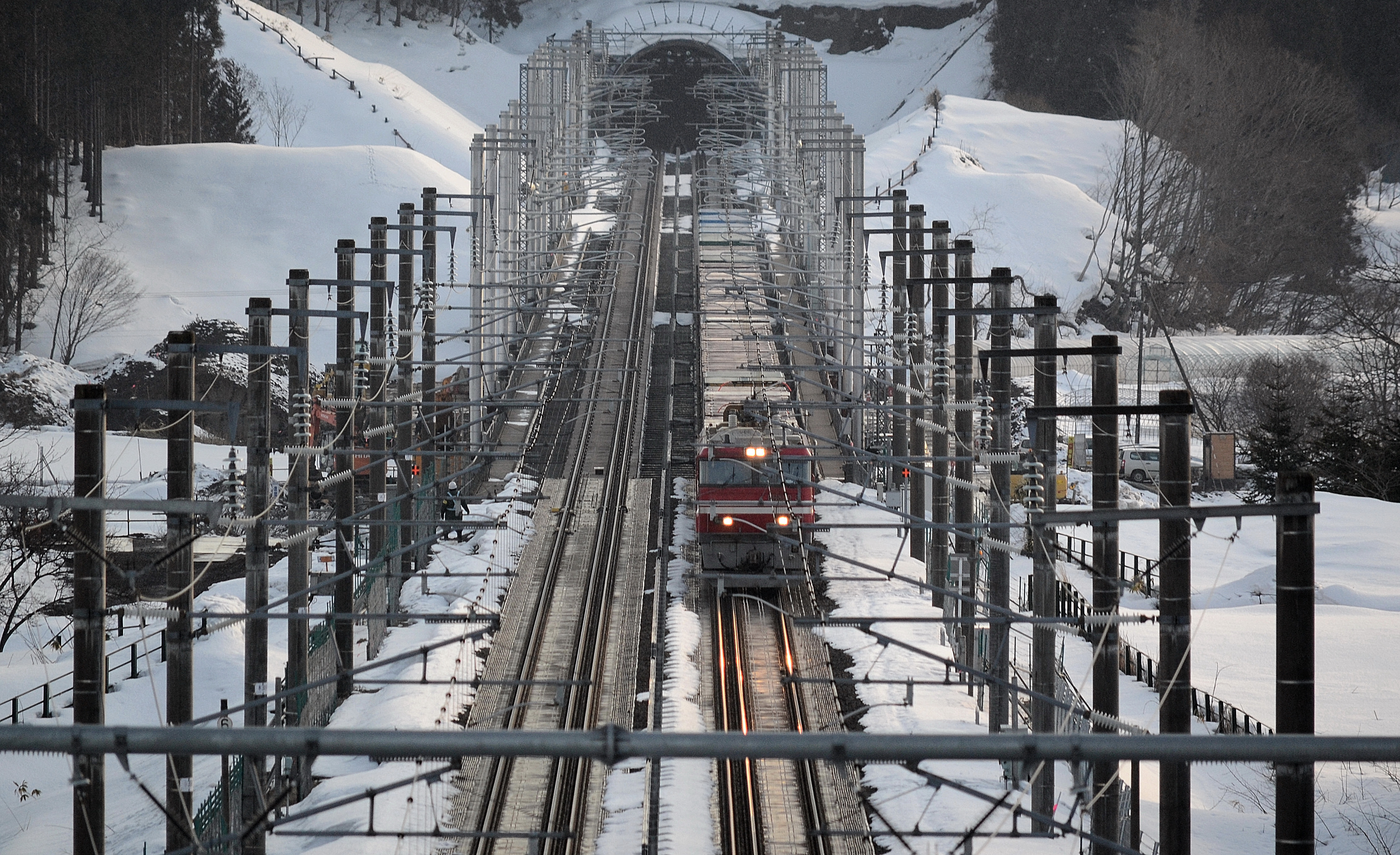
貨物列車通過北海道新幹線與在來線共用區間

  - 新青森站起0.673公里－44.733公里[注釋 1]：青森新幹線建設局[13]
  - 新青森站起44.733公里－148.996公里：北海道新幹線建設局[注釋 2]
- 路線距離：新青森站－新函館北斗站間：148.8公里、新函館北斗站－札幌站間：211.5公里
- 軌距
  - 新青森站－新中小國信號場間、木古内信号场－新函館北斗站間：1,435毫米（標準軌）
  - 新中小國信號場－木古内信号场間：1,067毫米、1,435毫米（與海峽線共用三線軌條）[注釋 3]
- 電氣化方式：交流電25,000 V、50 Hz
- 高架電車線吊架方式：
  - 複合懸掛式（可負荷速度320公里/小時）：與海峽線共用路段。
  - PHC簡單懸掛式（可負荷速度350公里/小時）：與海峽線共用路段以外的新規格建設路段[15]。
- 最高速度：260公里/小時（與在來線共用路段為160公里/小時）[JR北 3][国交省 2]
- 列車運行管理系統（日语：列車運行管理システム）：北海道新幹線綜合系統（日语：北海道新幹線総合システム）（CYGNUS）[JR北 4]
- 路線結構組合
  - （新青森站－新函館北斗站間）[16][JR北 1][国交省 2]
    - 路盤：8%
    - 橋樑：4%
    - 高架橋：23%
    - 隧道：65%

  - （新函館北斗站－札幌站間）[道建 2]
    - 路盤：7%
    - 橋樑：3%
    - 高架橋：14%
    - 隧道：76%
木古內站－新函館北斗站間為43%，新青森站－札幌站間的全路段實際上有超過70%均為隧道。
- 車輛基地：函館新幹線綜合車輛所（日语：函館総合車両基地）
延伸至札幌時將向東至苗穗站設立留置線。[17]
- 貨物列車待避設備：奧津輕今別站、湯之里知內信號場
- 青函隧道內維修作業與避難用地點：龍飛定點、吉岡定點）[注釋 4]

## 車站列表

### 通車路段

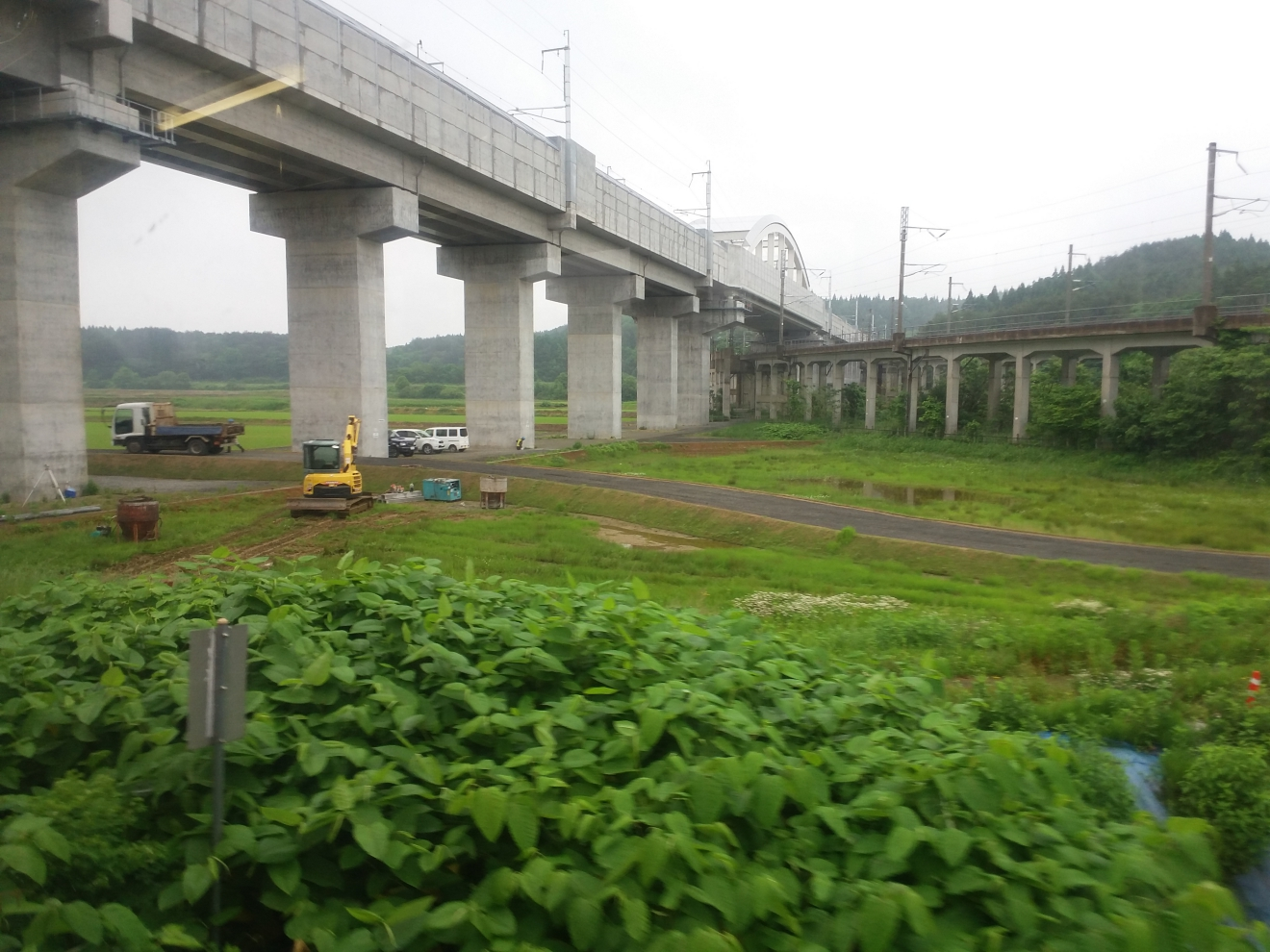
北海道新幹線與海峽線交會點

- 接續路線只限記載該站接續路線（正式路線名）。
- 新青森站為JR東日本的管轄站。
- 新中小國信號場－木古內段為與在來線（海峽線）共用路段（三軌鐵路）。
- 青函隧道內（龍飛定點－吉岡定點之間）
- 此外，路線通過青森縣東津輕郡蓬田村、北津輕郡中泊町、北海道渡島管內龜田郡七飯町，但不設車站或信號場[1][2]。

| 中文站名                                                 | 日文站名 | 英文站名 | 新青森起計 | 新青森起計 | 東京起計 | 東京起計 | 停車站 | 接續路線（轉乘站、備註）                                     | 所在地 | 所在地   | 所在地   |
| 中文站名                                                 | 日文站名 | 英文站名 | 營業距離   | 實際距離   | 營業距離 | 實際距離 | 停車站 | 接續路線（轉乘站、備註）                                     | 所在地 | 所在地   | 所在地   |
| -------------------------------------------------------- | -------- | -------- | ---------- | ---------- | -------- | -------- | ------ | ------------------------------------------------------------ | ------ | -------- | -------- |
| 新青森                                                   |          |          | 0.0        | 0.0        | 713.7    | 674.9    | 全     | 東日本旅客鐵道： 東北新幹線、■奧羽本線                       | 青森縣 | 青森市   | 青森市   |
| 新中小國號誌站                                           |          | /        | -          | 28.9       | -        | 703.8    | -      | （JR北海道北海道新幹線、海峽線與JR東日本津輕線的實際分岔點） | 青森縣 | 東津輕郡 | 外濱町   |
| 奧津輕今別                                               |          |          | 38.5       | 38.5       | 752.2    | 713.4    |        | 東日本旅客鐵道：■津輕線（津輕二股：鄰接）                    | 青森縣 | 東津輕郡 | 今別町   |
| 龍飛定點                                                 |          | /        | -          | 58.0       | -        | 732.9    | -      | （緊急時作為避難設施使用）                                   | 青森縣 | 東津輕郡 | 外濱町   |
| （此段橫跨津輕海峽，進入青函隧道）                       |          |          |            |            |          |          |        |                                                              |        |          |          |
| 吉岡定點                                                 |          | /        | -          | 81.0       | -        | 755.9    | -      | （緊急時作為避難設施使用）                                   | 北海道 | 松前郡   | 福島町   |
| 湯之里知內號誌站                                         |          | /        | -          | 101.5      | -        | 776.4    | -      | （列車待避設施與緊急時作為列車留置設施使用）                 | 北海道 | 上磯郡   | 知內町   |
| 木古內                                                   |          |          | 113.3      | 113.3      | 827.0    | 788.2    |        | 北海道旅客鐵道：■海峽線 道南漁火鐵道：■道南漁火鐵道線        | 北海道 | 上磯郡   | 木古內町 |
| 新函館北斗                                               |          |          | 148.8      | 148.8      | 862.5    | 823.7    | 全     | 北海道旅客鐵道：■函館本線                                    | 北海道 | 北斗市   | 北斗市   |
| - 停車站…全：所有列車均會停車 - 停車站…—：不辦理客運業務 |          |          |            |            |          |          |        |                                                              |        |          |          |

### 未通車路段
- 預定2031年（令和13年）春通車[報道 1]。
- 接續路線只限記載該站接續路線（正式路線名）。
- ※：北海道新幹線通車後預定經營分離的並行在來線。公司名、路線名為經營分離前為準。
- 此外，路線通過檜山管內檜山郡厚澤部町、膽振管內虻田郡豐浦町、後志管內壽都郡黑松內町、磯谷郡蘭越町、虻田郡二世谷町、餘市郡仁木町、同郡赤井川村、同郡餘市町，但不設車站、信號場[1][2]。
- 另外，使用車輛為E5系/H5系後繼車型（以ALFA-X實驗用車輛為藍本）投運，定員因使用頭型方案而縮減（目前不明），目前該車已於2019年5月開始於仙台至新青森試車至2022年3月止（當中2020年2月12日-同年2月29日間延伸至新函館北斗），試車結束後實際使用車型有待公布（暫定為E10系/H10系，由於9XX為實驗用車輛定型，因此跳號）。
- 長萬部車站為未通車路段中（不含端點）唯一設有待避線(2面4線）的車站，新八雲（臨時名稱)、俱知安、新小樽（臨時名稱）等站均只有2面2線。

| 中文站名                                      | 日文站名 | 英文站名 | 新青森起計 | 新青森起計 | 東京起計 | 東京起計 | 接續路線（轉乘站、備註）                                           | 所在地 | 所在地 | 所在地   |
| 中文站名                                      | 日文站名 | 英文站名 | 營業距離   | 實際距離   | 營業距離 | 實際距離 | 接續路線（轉乘站、備註）                                           | 所在地 | 所在地 | 所在地   |
| --------------------------------------------- | -------- | -------- | ---------- | ---------- | -------- | -------- | ------------------------------------------------------------------ | ------ | ------ | -------- |
| 新函館北斗                                    |          |          | 148.8      | 148.8      | 862.5    | 823.7    | 北海道旅客鐵道：※■函館本線                                         | 北海道 | 北斗市 | 北斗市   |
| 新八雲（臨時名稱）                            |          |          |            | 202.9      |          | 877.8    | （與函館本線八雲車站位置不同）                                     | 北海道 | 二海郡 | 八雲町   |
| 長萬部                                        |          |          |            | 235.9      |          | 910.8    | 北海道旅客鐵道：■室蘭本線、※■函館本線                              | 北海道 | 山越郡 | 長萬部町 |
| 俱知安                                        |          |          |            | 290.3      |          | 965.2    | 北海道旅客鐵道：※■函館本線                                         | 北海道 | 虻田郡 | 俱知安町 |
| 新小樽（臨時名稱）                            |          |          |            | 328.3      |          | 1003.2   | （與函館本線小樽站、南小樽站位置不同）                             | 北海道 | 小樽市 | 小樽市   |
| 札幌                                          |          |          |            | 360.3      |          | 1035.2   | 北海道旅客鐵道：■函館本線 札幌市營地下鐵： 南北線、 東豐線（札幌） | 北海道 | 札幌市 | 北區     |
| - 長距離乘車券的特定都區市內 - ：札幌市內車站 |          |          |            |            |          |          |                                                                    |        |        |          |

1. 1 2  松前郡福島町、上磯郡知內町、同郡木古內町、北斗市、二海郡八雲町、山越郡長萬部町位於渡島管內，虻田郡俱知安町、小樽市位於後志管內，札幌市位於石狩管內。
2. ↑  2016年3月26日以後沒有在來線的定期旅客列車運行。
3. ↑  開通後將廢線。
4. ↑  車站大樓位於札幌市中央區。

### 各站構造
各站月台都設有月台閘門。另外，月台有效長度是10節（263m）。
| 配線分類 | 2面4線             | 2面2線+下行通過線 | 2面2線+上行通過線 | 2面2線                                                                      | 2面3線                        |
| 構內圖   |                    |                   |                   |                                                                             |                               |
| 車站     | 新青森站、长万部站 | 奧津輕今別站      | 木古內站          | 新函館北斗站 （目前）、新八云站（暂名）、俱知安站、新小樽站（暂名）、札幌站 | 新函館北斗站 （札幌段開通後） |

## 使用車輛
- E5系 - U編組（JR東日本所有）：部分班次與E6系併結。
- H5系 - H編組（JR北海道所有）：部分班次與E6系併結。

## 營運模式

### 列車種類
在2016年3月26日通車時，北海道新幹線設置「隼」、「疾風」二種列車等級，接續東北新幹線運用。
「隼」（はやぶさ, Hayabusa）
隼號行駛東京至新函館北斗間，每日對開11班，大部份班次會與小町號連結至盛岡站。
「疾風」（はやて, Hayate）
疾風號行駛盛岡/新青森至新函館北斗間，每日對開2班。

### 列車命名
JR北海道2014年11月20日宣布，東京、仙台來往新函館北斗直通運轉列車將命名為「隼」；盛岡及新青森來往新函館北斗列車則命名為「疾風」，兩者皆與東北新幹線相同。JR北海道解釋乘客熟悉由東京向北出發列車命名之故。
另外，新函館北斗延伸至札幌通車後，道內班次將命名為「北斗」，象徵特急列車「超級北斗」進入新幹線時代。

### 時刻表與停靠站

#### 2022年3月12日起
在北海道新幹線的線道內，只有新青森站和新函館北斗站是全列車停車，木古內站及奧津輕今別站為部份列車停車站。
| 列車名稱           | 新青森 | 奧津輕今別 | 木古內 | 新函館北斗 | 備註                     |
| ------------------ | ------ | ---------- | ------ | ---------- | ------------------------ |
| 5班隼號、2班疾風號 | ●      | ●          | ●      | ●          | 上行、下行班次數目均相同 |
| 1班隼號            | ●      | ↔          | ●      | ●          | 上行、下行班次數目均相同 |
| 5班隼號            | ●      | ↔          | ↔      | ●          | 上行、下行班次數目均相同 |

## 影響

### 效益
資料顯示，北海道新幹線開通前的2015年，首都圈與北海道道南之間交通大約87%依賴航空、13%依賴鐵路，開通後的2016年則是66%依賴航空、34%依賴鐵路，2018年74%依賴航空、26%依賴鐵路。實際人數方面2015年度17万人使用鐵路往來首都圈與道南，2016年增加至55萬，但2018年回落至38萬，主因是青函隧道限速，使首都圈與北海道全程用時超過4小時，即使提速之後仍逼近4小時，相較之下航空依然保持優勢。
至於青森 - 函館之間開通前25%依賴船運、75%依賴鐵路，開通後24%依賴船運、76%依賴鐵路，2018年29%依賴船運、71%依賴鐵路，實際人數方面2015年度51万人使用鐵路往來青森與道南，2016年增加至70萬，但2018年回落至59萬，主因是原本青森 - 函館之間直達的在來線消失，北海道新幹線車站不在青森、函館市中心，旅客必須轉車2次，時間縮短僅18分鐘，運價卻增加2670日圓，效益不明顯。
北海道新幹線開通後效益最佳者為道南 - 東北 (青森以外)，特別是道南 - 宮城區間，排除開通當年，道南 - 東北鐵路往來人數從1945人次/日，增至2498人次/日；道南 - 宮城從237人次/日，增至461人次/日，增加近1倍。

### 利用情況
開業至今北海道新幹線仍為虧損狀態。相較之下東北新幹線通過人數最少的八戶 - 新青森2018年通過人數為11,556人次/日。
| 年度     | 輸送密度 （人/日）    | 營業利潤 (億日圓) | 備註                                     | 出處                  |
| 年度     | 新青森 - 新函館北斗間 | 營業利潤 (億日圓) | 備註                                     | 出處                  |
| -------- | --------------------- | ----------------- | ---------------------------------------- | --------------------- |
| 2016年度 | 5,971                 | -54.06            | 為排除2016年颱風獅子山影響，不計9 - 12月 | [ JR北 5 ] [ JR北 6 ] |
| 2016年度 | 5,638                 | -54.06            | 含9 - 12月                               | [ JR北 5 ] [ JR北 6 ] |
| 2017年度 | 4,510                 | -98.77            | 開業紅利消失而回落                       | [ JR北 7 ]            |
| 2018年度 | 4,899                 | -95.73            |                                          | [ JR北 8 ]            |
| 2019年度 | 4,645                 | -93.47            | 受COVID-19的影響而減少                   | [ JR北 9 ]            |
| 2020年度 | 1,326                 | -144.29           | 受COVID-19的影響而減少                   | [ JR北 10 ]           |
| 2021年度 | 1,635                 | -148.58           | 受COVID-19的影響而減少                   | [ JR北 11 ]           |

## 後續計畫

### 新函館北斗 - 札幌
函館至札幌間的路段2012年8月開工，但長211公里的此路段有76%是隧道，極高的工程難度導致預估建設費用高達1兆6,700億日圓。經過北海道廳向日本中央政府爭取預算，最終把通車日期定於2031年初。完工後東京 - 札幌間所要時間從開業前的7時44分縮短至5時，青森 - 札幌間從5時7分縮短至3時9分、函館 - 札幌間從3時27分縮短至1時27分；相較之下航空東京 - 札幌所要時間3時35分，青森 - 札幌3時、函館 - 札幌2時20分。新函館北斗 - 札幌人流預計從16,000人次/日增至21,000人次/日，減少北海道公共運輸碳排放167,000公噸，約占原本排放量9.5%。

### 提速
東北新幹線盛岡以北的路段，和北海道新幹線的整備計畫基于一般区间的运行速度为260km/h，在來線共線區运行速度为140km/h的情况，得出東京 - 札幌用時5時1分，本益比为1.1。然而，如果盛岡 - 札幌全區間以320km/h運轉，東京 - 札幌用時將减少為4時33分，本益比为1.4。
2019年JR北海道提出有关于将新函館北斗站 - 札幌站区间运行速度提升至320km/h的工程計畫，費用120億日圓，與目前260km/h工程計畫差額由JR北海道自負。其中，新函館北斗站 - 札幌站区间运行用時减少5分鐘。

## 並行在來線

### 新青森 - 新函館北斗
本段並行在來線為江差線，其中五稜郭站－木古內站間移管到第三部門鐵道的道南漁火鐵道，改名為道南漁火鐵道線。木古內站至江差站路段廢止。另外函館本線位接駁新函館北斗站旅客，在函館站－新函館北斗站間電氣化，並設新幹線接駁列車「函館Liner」。JR東日本的津輕線因為營業者不同不被視為並行在來線。

### 新函館北斗 - 札幌
本段並行在來線函館本線，函館-長萬部區間預定第三部門化，長萬部-小樽間除了余市町乘客較多，其餘路段旅客不足。考慮到維持鐵道將產生巨額赤字，2022年2月，在沿線地方自治體協議後，同意將長萬部-余市區間轉換為巴士行駛，不過還是有民眾持反對意見，希望至少保留余市-小樽的路線，目前還不能確定余市-小樽的路線是否會在北海道新幹線通車後繼續運行。

## 其他
- 由於在來線客運停止，而津轻海峡沒有公路橋隧，因此北海道新幹線成為目前北海道與本州間唯一的陸運管道。
- 北海道新幹線為標準軌，開通之後日本四大島皆有標準軌距鐵路（四國的高松琴平電鐵為標準軌距）。

### 來源
1. 1 2 3 4 5  「北海道新幹線の概要」 - 北海道 総合政策部・交通政策局新幹線推進室
2. 1 2 3 4 5  「北海道新幹線について」 - 北海道新幹線開業NAVI
3. 1 2  . 八雲町.   [2017-07-02]. （原始内容存档于2016-10-30）.
4. 1 2  「北海道新幹線に関するこれまでの経緯」 - 青森県交通政策課
5. ↑  北海道新幹線新車將鑲紫飄帶 （页面存档备份，存于） 朝日新聞中文網 2014-04-17
6. ↑   (PDF).   [2014年6月14日]. （原始内容存档 (PDF)于2014年7月14日）.
7. ↑  . 聯合報. 2025-03-08  [2025-04-11]. （原始内容存档于2025-04-11） （中文（臺灣））.
8. ↑  . NHK. 2025-03-14  [2025-04-11]. （原始内容存档于2025-04-11） （日语）.
9. ↑  . 日本経済新聞社. 2025-03-18  [2025-04-11]. （原始内容存档于2025-04-11） （日语）.
10. ↑  . 読売新聞社. 2025-03-14  [2025-04-11]. （原始内容存档于2025-04-11） （日语）.
11. ↑  . 東京新聞社. 2025-03-14  [2025-04-11]. （原始内容存档于2025-04-11） （日语）.
12. ↑  . 朝日新聞社. 2025-03-15  [2025-04-11]. （原始内容存档于2025-04-11） （日语）.
13. ↑  『鉄道ジャーナル』通巻576号 58頁
14. ↑  『鉄道ジャーナル』通巻576号 59頁
15. ↑   (PDF). 鉄道総合技術研究所電力技術研究部. 2011-11-25  [2011-11-25]. （原始内容 (PDF)存档于2013-04-20） （日语）.
16. ↑  『鉄道ピクトリアル』通巻800号 145頁
17. ↑  . 2019-05-01  [2022-04-26]. （原始内容存档于2021-02-26） （日语）.
18. ↑   (PDF). 木古内町・鉄道建設・運輸施設整備支援機構.   [2014-12-08]. （原始内容 (PDF)存档于2014-12-08） （日语）.
19. ↑  北海道新幹線の列車名決定について （页面存档备份，存于）JR北海道公布列車命名的新聞稿。
20. ↑  . マイナビニュース. マイナビ. 2013-05-01  [2020-05-25]. （原始内容存档于2021-10-21） （日语）.
21. ↑  並行在来線 余市ー長万部バス転換を確認 小樽ー余市が焦点に （页面存档备份，存于），NHK News，2022年2月3日

### 報道發表資料
1. 1 2 3  . 総合政策部知事室広報広聴課 (新闻稿). 北海道. 2015-01-14  [2015-02-15]. （原始内容存档于2015-02-15） （日语）.

#### 朝日新闻
1. 1 2  . 朝日新聞. 2012年8月25日  [2012年9月25日]. （原始内容存档于2013年1月2日） （日语）.

#### 產經新聞
1. 1 2  産経ニュース（政治）. . 產經新聞 (產業經濟新聞社). 2014-04-30  [2014-10-01]. （原始内容存档于2014-10-01） （日语）.

#### JR北海道
1. 1 2 3 4 5 6 7   (PDF) (新闻稿). 北海道旅客铁道. 2015-01-15  [2015-02-11]. （原始内容 (PDF)存档于2015-02-11） （日语）.
2. 1 2   (PDF) (新闻稿). 北海道旅客铁道. 2015-12-18  [2015-12-18]. （原始内容 (PDF)存档于2015-12-18） （日语）.
3. ↑   (PDF) (新闻稿). 北海道旅客铁道. 2014-04-16  [2014-04-16]. （原始内容 (PDF)存档于2014-04-16） （日语）.
4. ↑   (PDF) (新闻稿). 北海道旅客铁道. 2015-07-17  [2015-07-17]. （原始内容 (PDF)存档于2015-07-17） （日语）.
5. ↑   (PDF). 北海道旅客鉄道. 2017-05-09  [2017-05-10]. （原始内容 (PDF)存档于2019-01-13）.
6. ↑   (PDF) (新闻稿). 北海道旅客鉄道. 2017-11-07  [2020-04-04]. （原始内容 (PDF)存档于2020-04-04）.
7. ↑   (PDF) (新闻稿). 北海道旅客鉄道. 2018-11-09  [2019-01-13]. （原始内容 (PDF)存档于2019-01-13）.
8. ↑   (PDF) (新闻稿). 北海道旅客鉄道. 2019-09-04  [2019-09-05]. （原始内容 (PDF)存档于2019-09-05）.
9. ↑   (PDF) (新闻稿). 北海道旅客鉄道. 2020-06-08  [2020-06-08]. （原始内容 (PDF)存档于2020-06-08）.
10. ↑   (PDF) (新闻稿). 北海道旅客鉄道. 2021-06-04  [2021-06-04]. （原始内容 (PDF)存档于2021-06-04）.
11. ↑   (PDF) (新闻稿). 北海道旅客鉄道. 2022-06-03  [2022-06-03]. （原始内容 (PDF)存档于2022-06-03）.
12. ↑   (PDF) (新闻稿). 北海道旅客鉄道. 2019-05-15  [2019-05-15]. （原始内容 (PDF)存档于2019-05-15）.

#### 鐵道、運輸機構
1. ↑   (PDF) (新闻稿). 鐵道建設、運輸設施整備支援機構. 2012-10-11  [2012-12-11]. （原始内容 (PDF)存档于2012-12-11） （日语）.
2. 1 2   (PDF) (新闻稿). 鐵道建設、運輸設施整備支援機構. 2012-09-12  [2012-12-11]. （原始内容 (PDF)存档于2012-12-11） （日语）.
3. 1 2 3 4   (PDF) (新闻稿). 鐵道建設、運輸設施整備支援機構. 2016-07-22  [2016-07-22]. （原始内容存档 (PDF)于2016-07-23） （日语）.
4. 1 2 3 4 5   (PDF) (新闻稿). 鐵道建設、運輸設施整備支援機構. 2017年6月30日  [2017年7月1日]. （原始内容 (PDF)存档于2017年7月1日） （日语）.
5. 1 2 3   (PDF) (报告). 鉄道建設・運輸施設整備支援機構. 2021-03. （原始内容存档 (PDF)于2022-08-05） （日语）.
6. ↑   (PDF) (报告). 鉄道建設・運輸施設整備支援機構. 2018-03. （原始内容存档 (PDF)于2022-08-05）.

#### 国土交通省
1. ↑   (新闻稿). 国土交通省. 2020-09-24  [2020-10-14]. 原始内容存档于2023-04-09.
2. 1 2   (新闻稿). 国土交通省. 2016-04-26  [2016-04-30]. （原始内容存档于2016-04-30） （日语）.

#### 北海道新聞
1. ↑  . 北海道新聞 (札幌市: 北海道新聞社). どうしんウェブ／電子版（経済）. 2017年7月1日  [2017年7月1日]. （原始内容存档于2017年7月1日） （日语）.
2. 1 2  どうしんウェブ／電子版（経済）. . 北海道新聞 (北海道新闻社). 2016-03-26  [2016-03-26]. （原始内容存档于2016-04-13） （日语）.
3. 1 2  どうしんウェブ／電子版（暮らし・話題）. . 北海道新聞 (北海道新闻社). 2016-03-26  [2016-03-26]. （原始内容存档于2016-04-13） （日语）.
4. 1 2  どうしんウェブ／電子版（政治）. . 北海道新聞 (北海道新闻社). 2014-04-30  [2014-04-30]. （原始内容存档于2014-05-03） （日语）.

#### 北海道建設新聞
1. 1 2 3 4 5 6 7 8 9 10 11 12 13 14 15 16  e-kensinニュース（公共工事）. . 北海道建設新聞 (北海道建設新聞社). 2016-03-26  [2016-08-10]. （原始内容存档于2016-08-10） （日语）.
2. ↑  e-kensinニュース（公共工事）. . 北海道建设新闻 (北海道建設新聞社). 2016-03-26  [2016-08-10]. （原始内容存档于2016-08-10） （日语）.

#### 日刊建設工業新聞
1. ↑  日刊建設工業新聞オンライン. . 日刊建設工業新聞 (日刊建設工業新聞社). 2016-07-26  [2016-08-10]. （原始内容存档于2016-08-10）.
2. ↑  日刊建設工業新聞オンライン. . 日刊建設工業新聞 (日刊建設工業新聞社). 2016-07-26  [2016-08-10]. （原始内容存档于2016-08-10）.
3. ↑  日刊建設工業新聞オンライン. . 日刊建設工業新聞 (日刊建設工業新聞社). 2016-07-25  [2016-08-10]. （原始内容存档于2016-08-10）.

## 外部連結
- 北海道新幹線WEB（页面存档备份，存于）
- 北海道新幹線概要（所需時間、時間比較）
- 北海道新幹線網頁（页面存档备份，存于）
- 北海道新幹線 項目概要（國土交通省 北海道局）